# The African Queen
The African Queen (en Argentina y en Venezuela, La reina africana; en España, La reina de África) es una película anglo-estadounidense de 1951 del género de aventuras dirigida por John Huston, basada en la novela homónima de 1935 escrita por C. S. Forester.
La película contó con Humphrey Bogart, Katharine Hepburn, Robert Morley, Peter Bull, Theodore Bikel y Walter Gotell en los papeles principales.
The African Queen ganó un Óscar al mejor actor principal (Humphrey Bogart), y tuvo otras tres candidaturas: al mejor director, a la mejor actriz principal y al mejor guion.
En 1994, la película fue considerada «cultural, histórica y estéticamente significativa» por la Biblioteca del Congreso de Estados Unidos y seleccionada para su preservación en el National Film Registry.

## Argumento
En agosto de 1914 la Primera Guerra Mundial ha comenzado y en el África Oriental Alemana, Charlie Allnut (Humphrey Bogart), un canadiense que se dedica a transportar mercancías por el río Ulanga con su vieja embarcación, llamada The African Queen, llega a una aldea que visita regularmente para entregarle suministros y el correo a dos hermanos ingleses: el misionero metodista, reverendo Samuel Sayer (Robert Morley) y su hermana Rose (Katharine Hepburn) que le invitan a tomar un, para él, incómodo té —por la orquestación que montaron sus tripas durante el refrigerio "Las tripas me rugen como si llevase una hiena en el estómago"—, tras informarles del estallido de la guerra se despide de sus anfitriones, que no quieren irse, y se marcha. Al poco rato aparece un pelotón de soldados coloniales alemanes, que queman la aldea y se llevan a los habitantes. Solo quedan el misionero y su hermana entre las ruinas. El misionero, conmocionado por la destrucción de su congregación por los soldados, enloquece y muere.
Charlie regresa a la aldea, ya que se ha enterado de otras aldeas destruidas, para llevar en su barca a los misioneros de regreso a la civilización. Allí se entera de la muerte del regidor de la I Iglesia Metodista de Kungdu, y luego de enterrarlo, apura a Rose para abandonar el lugar, ya que supone que los alemanes lo estarán buscando para requisar su embarcación.

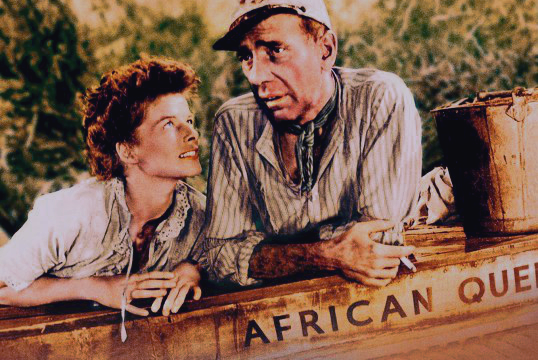
Katharine Hepburn y Humphrey Bogart en una foto publicitaria de la película.

Charlie sabe los peligros de la travesía y advierte a Rose, pero ella le dice que está dispuesta a correr el riesgo. Durante el viaje por el río, ella toma la autoridad en la barca a pesar de no tener la más remota idea de navegación (durante todo el filme el capitán irá enseñando a Rose cómo manejar la embarcación) ni conocer el peligroso afluente del lago Victoria y viven juntos varias peripecias. Charlie es un borrachín y, cuando despierta de una fuerte resaca ve, asombrado, pero indefenso ante la determinación de Rose, cómo esta derrama y tira las decenas de botellas de ginebra que con tanto amor él guardaba. En su única reacción de rebelión durante la aventura la llama "solterona, beata y escuchimizada". Luego, como antes, continúa sumiso frente a las iniciativas, casi siempre acertadas, de Rose.
En el curso del viaje deben pasar frente a un fuerte alemán -el Shona-, donde los soldados les tirotean. Una bala destruye una manguera de la máquina y la lancha sólo puede avanzar con la fuerza de corriente del río, pero ambos logran sobrevivir. Entre Charlie y Rose, dos personas adultas, pero sencillas e ingenuas, empieza a nacer una creciente simpatía. Deben pasar por un trecho de corrientes turbulentas del río, entre rocas de gran tamaño. La lancha sufre varios desperfectos, concretamente se dobla el eje de la hélice y se rompe una de las palas de esta, lo que los obliga a detenerse y buscar una manera de repararlos.
Vicisitudes dignas de mención son el ataque de una tremenda nube de mosquitos que acobardan a Rose que es tapada con una lona por Charlie y el que sufre este por sanguijuelas (al encallar en la desembocadura), por las que siente irrefrenable asco, y de las que le libra Rose cubriéndolas de sal. 
Rose comienza a fraguar una venganza por la muerte de su hermano, teniendo como blanco la cañonera alemana Königin Louisa, que patrullaba las costas del lago Victoria, de cuya existencia Charlie le había hablado, y lo convence de adaptar a La Reina de África dos improvisados torpedos hechos con dos botellas de oxígeno que él llena de explosivos, ideando un sencillo mecanismo detonador, por choque, que coloca en la proa, uno a cada lado de la roda, a poca altura sobre el agua, para hundir la cañonera. Tanto en este momento como en el que tuvo lugar la reparación de la hélice, Charlie Allnut demuestra una gran maestría e ingenio en las labores mecánicas.  
Pasan por otro trecho difícil, y luego de pasarlo, Charlie en su entusiasmo, besa a Rose, quedando luego estupefacto por su acción. Sin embargo, Rose también se siente atraída por él y la pasión comienza a nacer entre ellos. La última parte del río, antes de llegar al lago Victoria, es la más difícil. Se trata de un delta en el cual se pierden y deben empujar a duras penas la pesada embarcación para poder continuar. Exhaustos, ven cómo las aguas del río bajan y cómo el lanchón queda apresado en el limo. Charlie enferma de fiebre y Rose reza una oración por ellos, convencida de que morirán.
Es en ese momento cuando comienza a caer una torrencial lluvia, que cambia la situación; el movimiento de la embarcación despierta a Charlie que observa, para su alegría, cómo la embarcación llega por fin al lago. Ya recuperados, ven a lo lejos que la cañonera alemana se dirige hacia ellos, y Charlie decide ocultarse junto con la embarcación entre la vegetación. La cañonera se acerca más y más, y de pronto gira y regresa. Se trataba sólo de un patrullaje. Rose vuelve a insistir en su plan de torpedear la cañonera, esta vez contando con Charlie.
Con la bandera del Reino Unido sobre la nave, el plan está en plena ejecución y ambos saben que pueden morir en el intento, cuando estalla una tormenta y La Reina de África se vuelca, separándose la pareja. Capturan a Charlie y el capitán de la cañonera (Peter Bull) lo interroga y ordena su ahorcamiento por espionaje. Mientras, un bote salvavidas de la cañonera recoge a Rose, para alivio de Charlie, que la creía muerta.
El capitán alemán decide entonces ahorcar a los dos. Ya con ambos con la soga al cuello, Charlie le pide al capitán que los case antes de morir, este acepta, y, luego de hacerlo, ordena continuar con la ejecución. En ese instante, una enorme explosión, causada por el choque de la cañonera con los torpedos de la semihundida La Reina de África, hunde el navío de guerra. Entre los restos de las naves aparecen Charlie y Rose, milagrosamente vivos. Aferrados a un tablón de La Reina de África, nadan juntos hacia la orilla británica.

## Reparto
- Humphrey Bogart - Charlie Allnut
- Katharine Hepburn - Rose Sayer
- Robert Morley - el reverendo Samuel Sayer
- Peter Bull - capitán del Empress Louisa
- Theodore Bikel - primer oficial
- Walter Gotell - segundo oficial
- Peter Swanwick - primer oficial del Shona
- Richard Marner - segundo oficial del Shona